# Futterverwertung
Die Futterverwertung ist in der Nutztierhaltung ein Maß, das den Futterverbrauch je Einheit Leistung beschreibt.
In der Fleischproduktion gibt die Futterverwertung an, wie viel Futter für ein Kilogramm Zuwachs nötig ist. Bei einer besseren Futterverwertung wird je Kilogramm Zuwachs weniger Futter benötigt, der Futterverbrauch sinkt also und die Effizienz der Fütterung steigt. In der Milch- oder Eierproduktion ist der Futterverbrauch pro Liter Milch oder pro Ei relevant.